# Campionat de Catalunya d'atletisme - 100-110 metres tanques
Els 100 i 110 metres llisos són dues proves del Campionat de Catalunya d'atletisme que es realitzen des del 1916 en categoria masculina i des del 1932 en categoria femenina. La prova masculina es corre sobre 110 metres i la femenina sobre 100 metres.
El primer campió fou l'atleta del Gimnàstic de Tarragona Jaume Nin Fortuny. En categoria femenina la primera edició fou guanyada per Dolors Castelltort i Vila, del Club Femení, en l'edició disputada l'any 1932, sobre una distància de 80 metres. Les següents quatre edicions del Campionat de Catalunya aquesta prova no es disputà. A més, amb l'arribada del Franquisme les dones deixaren de competir en el campionat, el que provocà que no es tornés a competir en les tanques curtes en categoria femenina fins als anys 1947 i 1948, on de forma aïllada es proclamaren campiones Maria Felipa Español Coll i Marina Portolés Ejarque. A partir de 1961 es reprengué la prova femenina de forma definitiva, continuant en la distància de 80 metres tanques. La primera prova del Campionat de Catalunya de 100 metres tanques es produí l'any 1969 amb victòria d'Anna Maria Molina de Haro.
En categoria masculina, fins a l'any 2024, els atletes amb més campionats són Joaquim Roca Laforga amb 9 títols, seguit de Manuel Ufer Pérez i Jackson Quiñónez Vernaza (8 títols); i Marc Galé González (6 títols). En categoria femenina les atletes més reeixides són Alicia Laiseca Pérez (7 títols) i Esmeralda Arriscado García (4 títols).

## Historial

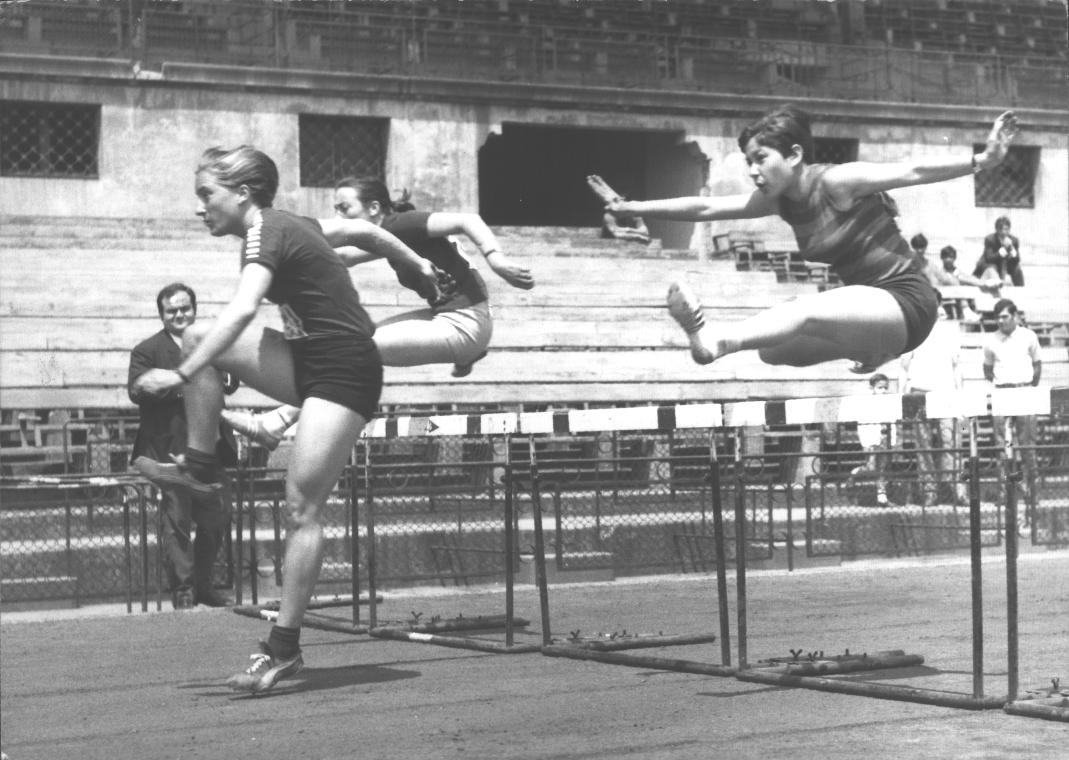
Anna Maria Molina de Haro, campiona de Catalunya, en una cursa de tanques.

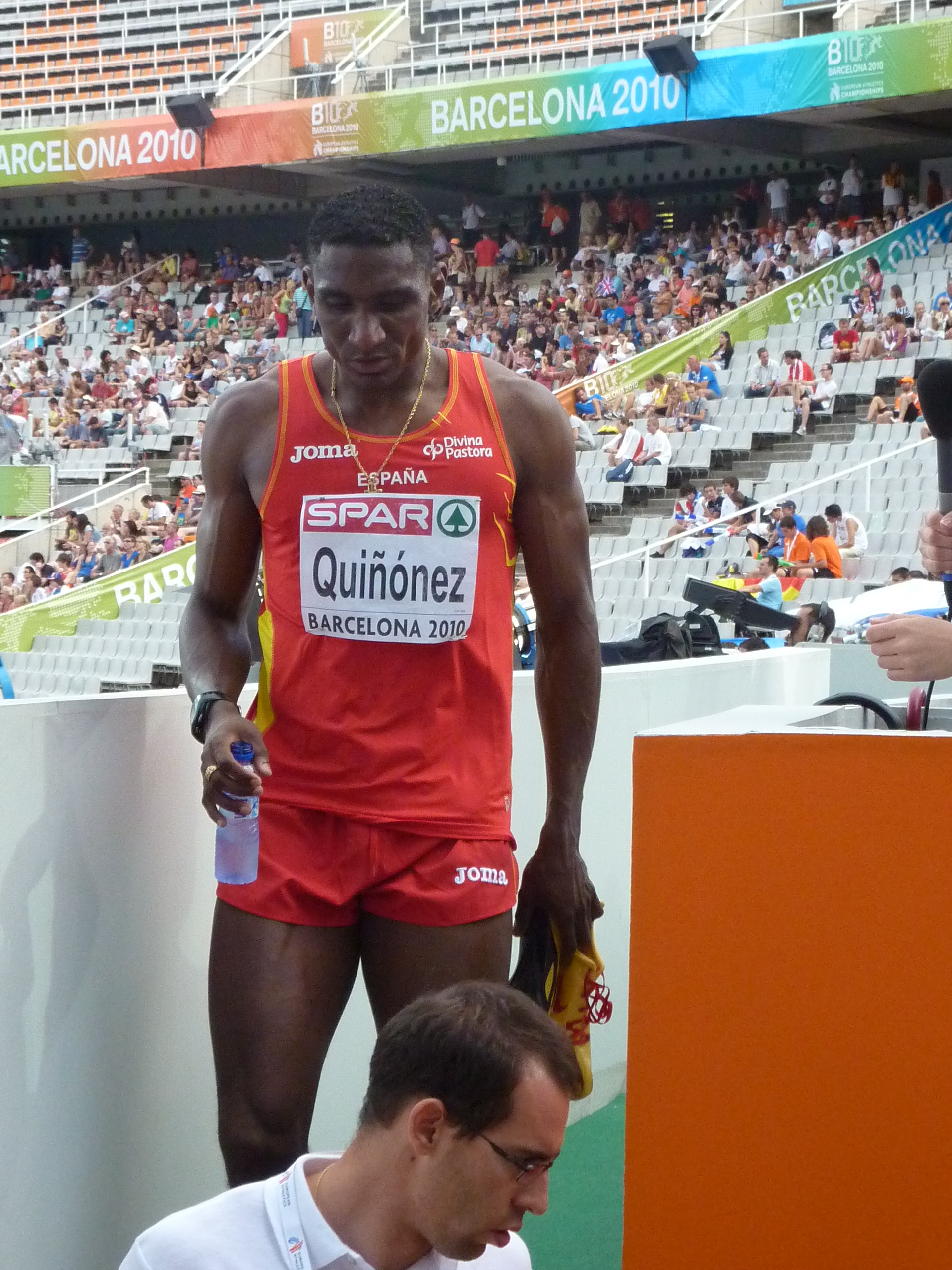
Jackson Quiñónez ha estat diversos cops campió de Catalunya dels 110 metres tanques.

Llegenda
| Prova disputada sobre una distància de 80 metres tanques.        |
| Prova disputada sobre una distància de 100 o 110 metres tanques. |

| Edició   | Data | Competició masculina                          | Competició masculina                          | Competició masculina                          | Competició femenina                   | Competició femenina                   | Competició femenina                   | refs.        |
| Edició   | Data | Campió                                        | Club                                          | Temps                                         | Campiona                              | Club                                  | Temps                                 | refs.        |
|          |      | 110 metres tanques                            | 110 metres tanques                            | 110 metres tanques                            | 100 metres tanques                    | 100 metres tanques                    | 100 metres tanques                    |              |
| -------- | ---- | --------------------------------------------- | --------------------------------------------- | --------------------------------------------- | ------------------------------------- | ------------------------------------- | ------------------------------------- | ------------ |
| I        | 1916 | Jaume Nin Fortuny                             | FC Barcelona                                  | 19.4                                          | la categoria femenina començà el 1932 | la categoria femenina començà el 1932 | la categoria femenina començà el 1932 | [ 2 ] [ 4 ]  |
| II       | 1917 | Lluís Bru                                     | FC Barcelona                                  | 19.4                                          | la categoria femenina començà el 1932 | la categoria femenina començà el 1932 | la categoria femenina començà el 1932 | [ 2 ] [ 5 ]  |
| III      | 1918 | Jaume Nin Fortuny                             | CG Tarragona                                  | 19.0                                          | la categoria femenina començà el 1932 | la categoria femenina començà el 1932 | la categoria femenina començà el 1932 | [ 2 ] [ 6 ]  |
| IV       | 1919 | la prova no es va poder disputar per la pluja | la prova no es va poder disputar per la pluja | la prova no es va poder disputar per la pluja | la categoria femenina començà el 1932 | la categoria femenina començà el 1932 | la categoria femenina començà el 1932 | [ 2 ]        |
| V        | 1920 | Jaume Nin Fortuny                             | CG Tarragona                                  | 18.0                                          | la categoria femenina començà el 1932 | la categoria femenina començà el 1932 | la categoria femenina començà el 1932 | [ 2 ] [ 7 ]  |
| -        | 1921 | no es disputà per la crisi federativa         | no es disputà per la crisi federativa         | no es disputà per la crisi federativa         | la categoria femenina començà el 1932 | la categoria femenina començà el 1932 | la categoria femenina començà el 1932 | [ 2 ]        |
| -        | 1922 | no es disputà per la crisi federativa         | no es disputà per la crisi federativa         | no es disputà per la crisi federativa         | la categoria femenina començà el 1932 | la categoria femenina començà el 1932 | la categoria femenina començà el 1932 | [ 2 ]        |
| VI       | 1923 | Mariano Vintró                                | FC Barcelona                                  | 18.2                                          | la categoria femenina començà el 1932 | la categoria femenina començà el 1932 | la categoria femenina començà el 1932 | [ 2 ] [ 8 ]  |
| VII      | 1924 | Lluís Bota                                    | FC Barcelona                                  | 17.2                                          | la categoria femenina començà el 1932 | la categoria femenina començà el 1932 | la categoria femenina començà el 1932 | [ 2 ] [ 9 ]  |
| VIII     | 1925 | Joaquim Roca                                  | FC Barcelona                                  | 17.4                                          | la categoria femenina començà el 1932 | la categoria femenina començà el 1932 | la categoria femenina començà el 1932 | [ 2 ]        |
| IX       | 1926 | Joaquim Roca                                  | FC Barcelona                                  | 18.0                                          | la categoria femenina començà el 1932 | la categoria femenina començà el 1932 | la categoria femenina començà el 1932 | [ 2 ]        |
| X        | 1927 | Joaquim Roca                                  | FC Barcelona                                  | 18.0                                          | la categoria femenina començà el 1932 | la categoria femenina començà el 1932 | la categoria femenina començà el 1932 | [ 2 ]        |
| XI       | 1928 | Joaquim Roca                                  | FC Barcelona                                  | 18.0                                          | la categoria femenina començà el 1932 | la categoria femenina començà el 1932 | la categoria femenina començà el 1932 | [ 2 ]        |
| XII      | 1929 | Joaquim Roca                                  | FC Barcelona                                  | 19.8                                          | la categoria femenina començà el 1932 | la categoria femenina començà el 1932 | la categoria femenina començà el 1932 | [ 2 ]        |
| XIII     | 1930 | Joaquim Roca                                  | FC Barcelona                                  | 17.0                                          | la categoria femenina començà el 1932 | la categoria femenina començà el 1932 | la categoria femenina començà el 1932 | [ 2 ]        |
| XIV      | 1931 | Joaquim Roca                                  | FC Barcelona                                  | 17.0                                          | la categoria femenina començà el 1932 | la categoria femenina començà el 1932 | la categoria femenina començà el 1932 | [ 2 ]        |
| XV       | 1932 | Joaquim Roca                                  | FC Barcelona                                  | 17.6                                          | Dolors Castelltort                    | Club Femení i E.                      | 15.4                                  | [ 2 ]        |
| XVI      | 1933 | Vicenç Cardús                                 | CE Terrassa                                   | 17.2                                          | N/D                                   | N/D                                   | N/D                                   | [ 2 ]        |
| XVII     | 1934 | Miquel Consegal Boix                          | FC Badalona                                   | s/d                                           | N/D                                   | N/D                                   | N/D                                   | [ 2 ]        |
| XVIII    | 1935 | Joaquim Roca                                  | FC Barcelona                                  | 17.0                                          | N/D                                   | N/D                                   | N/D                                   | [ 2 ]        |
| XIX      | 1936 | Max Staat                                     | CE Natura                                     | 17.0                                          | N/D                                   | N/D                                   | N/D                                   | [ 2 ]        |
| -        | 1937 | no es disputà per la Guerra Civil             | no es disputà per la Guerra Civil             | no es disputà per la Guerra Civil             | no es disputà per la Guerra Civil     | no es disputà per la Guerra Civil     | no es disputà per la Guerra Civil     |              |
| -        | 1938 | no es disputà per la Guerra Civil             | no es disputà per la Guerra Civil             | no es disputà per la Guerra Civil             | no es disputà per la Guerra Civil     | no es disputà per la Guerra Civil     | no es disputà per la Guerra Civil     |              |
| -        | 1939 | no es disputà per la Guerra Civil             | no es disputà per la Guerra Civil             | no es disputà per la Guerra Civil             | no es disputà per la Guerra Civil     | no es disputà per la Guerra Civil     | no es disputà per la Guerra Civil     |              |
| XX       | 1940 | Eduardo Fumadó                                | SEU                                           | 17.9                                          | N/D                                   | N/D                                   | N/D                                   | [ 2 ]        |
| XXI      | 1941 | Lluís Manzanares Vicent                       | FC Barcelona                                  | 17.1                                          | N/D                                   | N/D                                   | N/D                                   | [ 2 ]        |
| XXII     | 1942 | Joaquim Ralló Terrats                         | JAC Vic                                       | 17.3                                          | N/D                                   | N/D                                   | N/D                                   | [ 2 ]        |
| XXIII    | 1943 | Ernest Pons                                   | FC Barcelona                                  | 17.2                                          | N/D                                   | N/D                                   | N/D                                   | [ 2 ]        |
| XXIV     | 1944 | Gerard d'Alexandry                            | CE Hispano Francès                            | 17.4                                          | N/D                                   | N/D                                   | N/D                                   | [ 2 ]        |
| XXV      | 1945 | Gerard d'Alexandry                            | CE Hispano Francès                            | 17.0                                          | N/D                                   | N/D                                   | N/D                                   | [ 2 ]        |
| XXVI     | 1946 | Sebastià Junqueras                            | FC Barcelona                                  | 16.5                                          | N/D                                   | N/D                                   | N/D                                   | [ 2 ]        |
| XXVII    | 1947 | Sebastià Junqueras                            | FC Barcelona                                  | 16.3                                          | Maria Felipa Español                  | Independent                           | 16.8                                  | [ 2 ]        |
| XXVIII   | 1948 | Josep Jordi Parellada                         | RCD Espanyol                                  | 16.6                                          | Marina Portolés Ejarque               | CE Júpiter                            | 17.1                                  | [ 2 ]        |
| XXIX     | 1949 | Josep Jordi Parellada                         | RCD Espanyol                                  | 16.3                                          | N/D                                   | N/D                                   | N/D                                   | [ 2 ]        |
| XXX      | 1950 | José María Tarruella                          | CN Barcelona                                  | 17.2                                          | N/D                                   | N/D                                   | N/D                                   | [ 2 ]        |
| XXXI     | 1951 | Sebastià Junqueras                            | CN Barcelona                                  | 15.6                                          | N/D                                   | N/D                                   | N/D                                   | [ 2 ]        |
| XXXII    | 1952 | Sebastià Junqueras                            | Independent                                   | 16.1                                          | N/D                                   | N/D                                   | N/D                                   | [ 2 ]        |
| XXXIII   | 1953 | Joaquim Berenguer                             | CN Barcelona                                  | 16.4                                          | N/D                                   | N/D                                   | N/D                                   | [ 2 ]        |
| XXXIV    | 1954 | Joan Busquets Thomasa                         | CD Manresa                                    | 16.0                                          | N/D                                   | N/D                                   | N/D                                   | [ 2 ]        |
| XXXV     | 1955 | Sebastià Junqueras                            | CA Stadium                                    | 15.6                                          | N/D                                   | N/D                                   | N/D                                   | [ 2 ]        |
| XXXVI    | 1956 | Josep Casals Blanquera                        | GEiEG                                         | 16.3                                          | N/D                                   | N/D                                   | N/D                                   | [ 2 ]        |
| XXXVII   | 1957 | Joan Busquets Thomasa                         | CA Manresa                                    | 15.8                                          | N/D                                   | N/D                                   | N/D                                   | [ 2 ]        |
| XXXVIII  | 1958 | Joan Busquets Thomasa                         | CA Manresa                                    | 15.7                                          | N/D                                   | N/D                                   | N/D                                   | [ 2 ]        |
| XXXIX    | 1959 | Josep Jordi Parellada                         | CA Stadium                                    | 16.0                                          | N/D                                   | N/D                                   | N/D                                   | [ 2 ]        |
| XL       | 1960 | Carles Viladevall                             | CN Barcelona                                  | 15.5                                          | N/D                                   | N/D                                   | N/D                                   | [ 2 ]        |
| XLI      | 1961 | Joan Busquets Thomasa                         | CA Manresa                                    | 15.7                                          | Maria Elena Fumadó                    | CE Hispano Francès                    | 14.8                                  | [ 2 ]        |
| XLII     | 1962 | Joan Busquets Thomasa                         | CA Manresa                                    | 15.7                                          | Maria Lluïsa Consegal                 | CE Hispano Francès                    | 13.4                                  | [ 2 ]        |
| XLIII    | 1963 | Manuel Ufer Pérez                             | CN Barcelona                                  | 15.3                                          | Maria Lluïsa Consegal                 | CE Hispano Francès                    | 13.6                                  | [ 2 ]        |
| XLIV     | 1964 | Manuel Ufer Pérez                             | CE Universitari                               | 15.3                                          | Conxita González                      | FC Barcelona                          | 14.2                                  | [ 2 ] [ 10 ] |
| XLV      | 1965 | Manuel Ufer Pérez                             | CE Universitari                               | 15.7                                          | Victoria Coy                          | FC Barcelona                          | 13.9                                  | [ 2 ]        |
| XLVI     | 1966 | Manuel Ufer Pérez                             | CE Universitari                               | 15.7                                          | Roser Miranda Balagueró               | UE Santboiana                         | 13.4                                  | [ 2 ]        |
| XLVII    | 1967 | Josep Lluís Gual Feliu                        | CE Universitari                               | 16.1                                          | Roser Miranda Balagueró               | UE Santboiana                         | 13.1                                  | [ 2 ]        |
| XLVIII   | 1968 | Manuel Ufer Pérez                             | FC Barcelona                                  | 14.8                                          | Anna Maria Molina                     | GEiEG                                 | 12.1                                  | [ 2 ]        |
| XLIX     | 1969 | Manuel Ufer Pérez                             | FC Barcelona                                  | 15.7                                          | Anna Maria Molina                     | GEiEG                                 | 17.0                                  | [ 2 ]        |
| L        | 1970 | Manuel Ufer Pérez                             | FC Barcelona                                  | 15.3                                          | Clara Riba Romeva                     | CN Barcelona                          | 16.8                                  | [ 2 ]        |
| LI       | 1971 | Manuel Ufer Pérez                             | FC Barcelona                                  | 15.1                                          | Anna Maria Molina                     | GEiEG                                 | 15.4                                  | [ 2 ]        |
| LII      | 1972 | Josep Conejero                                | JA Sabadell                                   | 15.2                                          | Carolina Nolten                       | CE Universitari                       | 16.1                                  | [ 2 ]        |
| LIII     | 1973 | Adrià Parellada                               | CE Universitari                               | 14.7                                          | Lourdes Edo                           | CE Universitari                       | 17.5                                  | [ 2 ]        |
| LIV      | 1974 | Joan Lloveras                                 | PPCD Vilanova                                 | 14.5                                          | Mercè Ribelles Buxaderas              | CE Universitari                       | 15.6                                  | [ 2 ]        |
| LV       | 1975 | Josep Conejero                                | JA Sabadell                                   | 15.4                                          | Alicia Laiseca Pérez                  | CG Barcelonès                         | 16.1                                  | [ 2 ]        |
| LVI      | 1976 | Fco. Javier Macián Figuerola                  | CN Barcelona                                  | 14.5                                          | Alicia Laiseca Pérez                  | CG Barcelonès                         | 15.3                                  | [ 2 ]        |
| LVII     | 1977 | Josep Conejero                                | JA Sabadell                                   | 15.2                                          | Alicia Laiseca Pérez                  | CG Barcelonès                         | 14.5                                  | [ 2 ]        |
| LVIII    | 1978 | Adrià Parellada                               | CE Universitari                               | 14.5                                          | Alicia Laiseca Pérez                  | CG Barcelonès                         | 14.8                                  | [ 2 ]        |
| LIX      | 1979 | Carles Sala                                   | CE Universitari                               | 14.3                                          | Alicia Laiseca Pérez                  | CG Barcelonès                         | 15.38                                 | [ 2 ]        |
| LX       | 1980 | Carles Lloveras                               | PPCD Vilanova                                 | 14.93                                         | Olga Dalmau Reig                      | CG Barcelonès                         | 15.08                                 | [ 2 ]        |
| LXI      | 1981 | Carles Lloveras                               | PPCD Vilanova                                 | 14.86                                         | Alicia Laiseca Pérez                  | CG Barcelonès                         | 14.71                                 | [ 2 ]        |
| LXII     | 1982 | Albert Torné Ripoll                           | FC Barcelona                                  | 14.59                                         | Alicia Laiseca Pérez                  | CG Barcelonès                         | 14.24                                 | [ 2 ]        |
| LXIII    | 1983 | Carles Lloveras                               | PPCD Vilanova                                 | 14.58                                         | Ma. Jesús Isla Gavín                  | FC Barcelona                          | 14.72                                 | [ 2 ]        |
| LXIV     | 1984 | Carles Lloveras                               | CA Vilanova                                   | 14.2                                          | Sara Merchán Saldaña                  | CG Barcelonès                         | 14.93                                 | [ 2 ]        |
| LXV      | 1985 | Carles Lloveras                               | CA Vilanova                                   | 14.59                                         | Ana Barrenechea Tartas                | CN Barcelona                          | 14.96                                 | [ 2 ]        |
| LXVI     | 1986 | Antoni Lanau Martí                            | CG Barcelonès                                 | 14.34                                         | Alicia Llanos Caballero               | CG Barcelonès                         | 14.17                                 | [ 2 ]        |
| LXVII    | 1987 | Antoni Lanau Martí                            | CG Barcelonès                                 | 13.93                                         | Sara Merchán Saldaña                  | CG Barcelonès                         | 14.19                                 | [ 2 ]        |
| LXVIII   | 1988 | Ángel Martín Pablo                            | FC Barcelona                                  | 14.40                                         | Yolanda Tello Mendiguchia             | AE L'Hospitalet                       | 15.0                                  | [ 2 ]        |
| LXIX     | 1989 | Ángel Martín Pablo                            | FC Barcelona                                  | 13.76                                         | Silvia Soriano Dieste                 | AE L'Hospitalet                       | 14.58                                 | [ 2 ]        |
| LXX      | 1990 | David Sanahuja Llort                          | FC Barcelona                                  | 14.55                                         | Silvia Soriano Dieste                 | AE L'Hospitalet                       | 14.50                                 | [ 2 ]        |
| LXXI     | 1991 | Antoni Lanau Martí                            | CGB-L'Hospitalet                              | 14.16                                         | Regina Gabarró Romeu                  | CGB-L'Hospitalet                      | 14.24                                 | [ 2 ]        |
| LXXII    | 1992 | Antoni Lanau Martí                            | CGB-L'Hospitalet                              | 14.07                                         | Regina Gabarró Romeu                  | CGB-L'Hospitalet                      | 13.94                                 | [ 2 ]        |
| LXXIII   | 1993 | Carles Sala                                   | Larios AAM                                    | 14.13                                         | Àngels Batlle Escolies                | Sícoris Club                          | 14.70                                 | [ 2 ]        |
| LXXIV    | 1994 | David Sitjà Serra                             | GEiEG                                         | 14.59                                         | Silvia Soriano Dieste                 | L'Hospitalet At.                      | 14.25                                 | [ 2 ]        |
| LXXV     | 1995 | Carles Sala                                   | Larios AAM                                    | 13.96                                         | Montserrat Pibernat Casas             | GEiEG                                 | 14.60                                 | [ 2 ]        |
| LXXVI    | 1996 | Félix Belmar López                            | FC Barcelona                                  | 15.04                                         | Raquel Bautista Peñalba               | Cornellà At.                          | 14.89                                 | [ 2 ]        |
| LXXVII   | 1997 | Félix Belmar López                            | FC Barcelona                                  | 14.66                                         | Eva Paniagua Vela                     | CD Nike International                 | 14.55                                 | [ 2 ]        |
| LXXVIII  | 1998 | Jesús Font Artuñedo                           | FC Barcelona                                  | 13.95                                         | Montserrat Pibernat Casas             | GEiEG                                 | 14.44                                 | [ 2 ]        |
| LXXIX    | 1999 | Daniel Carrillo Roldán                        | AA Catalunya                                  | 14.21                                         | Geraldine Garcia Collins              | CA Lleida-UdL                         | 14.92                                 | [ 2 ]        |
| LXXX     | 2000 | Javier Vega Rubio                             | València TiM                                  | 14.03                                         | Imma Clopés                           | GEiEG                                 | 14.22                                 | [ 2 ]        |
| LXXXI    | 2001 | Félix Belmar López                            | FC Barcelona                                  | 14.32                                         | Esmeralda Arriscado García            | AAC-UBAE                              | 14.08                                 | [ 2 ]        |
| LXXXII   | 2002 | Cristian López Mondejar                       | AAC-UBAE                                      | 14.74                                         | Esmeralda Arriscado García            | AAC-UBAE                              | 14.20                                 | [ 2 ]        |
| LXXXIII  | 2003 | Javier Vega Rubio                             | FC Barcelona                                  | 14.26                                         | Ángeles Rodríguez Rdgz.               | AAC-UBAE                              | 14.95                                 | [ 2 ]        |
| LXXXIV   | 2004 | Cristian López Mondejar                       | CA Dominiques                                 | 14.55                                         | Maria Rocafiguera Boy                 | CA Vic                                | 14.62                                 | [ 2 ]        |
| LXXXV    | 2005 | Cristian López Mondejar                       | Carrefour-Lleida                              | 14.69                                         | Cristina Bárcena Saludes              | Scorpio Mondo                         | 14.91                                 | [ 2 ]        |
| LXXXVI   | 2006 | Jackson Quiñónez                              | FC Barcelona                                  | 13.84                                         | Esmeralda Arriscado García            | AAC-UBAE                              | 14.68                                 | [ 2 ]        |
| LXXXVII  | 2007 | Jackson Quiñónez                              | FC Barcelona                                  | 13.72                                         | Esmeralda Arriscado García            | AAC-UBAE                              | 14.58                                 | [ 2 ]        |
| LXXXVIII | 2008 | Jackson Quiñónez                              | FC Barcelona                                  | 13.75                                         | Bruna Miralpeix Anglada               | FC Barcelona                          | 14.15                                 | [ 2 ]        |
| LXXXIX   | 2009 | Jackson Quiñónez                              | FC Barcelona                                  | 13.66                                         | Sandra Ingelmo Rodríguez              | Bidezabal Atl.                        | 14.06                                 | [ 2 ]        |
| XC       | 2010 | Jackson Quiñónez                              | FC Barcelona                                  | 13.92                                         | Mari Ángeles Fuentes Ruiz             | AA Catalunya                          | 14.53                                 | [ 2 ]        |
| XCI      | 2011 | Jackson Quiñónez                              | FC Barcelona                                  | 13.83                                         | Maria Aznar Cuadrado                  | FC Barcelona                          | 14.51                                 | [ 2 ]        |
| XCII     | 2012 | Jackson Quiñónez                              | FC Barcelona                                  | 13.85                                         | Cristina Bárcena Saludes              | ISN Navarra At.                       | 14.32                                 | [ 2 ]        |
| XCIII    | 2013 | Arnau Erta Majó                               | FC Barcelona                                  | 14.64                                         | Alba Villaronga Cases                 | ISS-L'Hospitalet                      | 14.20                                 | [ 2 ]        |
| XCIV     | 2014 | Jackson Quiñónez                              | FC Barcelona                                  | 13.87                                         | Mari Ángeles Fuentes Ruiz             | AA Catalunya                          | 14.21                                 | [ 2 ]        |
| XCV      | 2015 | Arnau Erta Majó                               | FC Barcelona                                  | 14.07                                         | Beatriz Indurain Blasco               | CA Laietània                          | 13.95                                 | [ 2 ]        |
| XCVI     | 2016 | Arnau Erta Majó                               | FC Barcelona                                  | 13.87                                         | Paula Raül Sala                       | Avinent Manresa                       | 14.16                                 | [ 2 ]        |
| XCVII    | 2017 | Gerard Mateu Porras                           | FC Barcelona                                  | 14.22                                         | Mar Ramírez Fontanet                  | AA Catalunya                          | 14.47                                 | [ 2 ]        |
| XCVIII   | 2018 | Gerard Mateu Porras                           | FC Barcelona                                  | 14.26                                         | Paula Raül Sala                       | Avinent Manresa                       | 13.76                                 | [ 2 ]        |
| XCIX     | 2019 | Marc Galé González                            | Cornellà At.                                  | 14.35                                         | Paula Raül Sala                       | Avinent Manresa                       | 13.84                                 | [ 2 ]        |
| C        | 2020 | Marc Galé González                            | Cornellà At.                                  | 14.56                                         | Alba Manzano Llamas                   | AA Catalunya                          | 14.29                                 | [ 2 ]        |
| CI       | 2021 | Marc Galé González                            | Cornellà At.                                  | 14.37                                         | Aitana Radsma Aguilar                 | CA Platges de Castelló                | 13.55                                 | [ 2 ]        |
| CII      | 2022 | Marc Galé González                            | Cornellà At.                                  | 14.06                                         | Xènia Benach Solé                     | València CA                           | 13.36                                 | [ 2 ]        |
| CIII     | 2023 | Marc Galé González                            | Cornellà At.                                  | 13.96                                         | Xènia Benach Solé                     | València CA                           | 13.49                                 | [ 2 ]        |
| CIV      | 2024 | Marc Galé González                            | Cornellà At.                                  | 13.81                                         | Mireia López Urbano                   | CA Tarragona                          | 13.34                                 | [ 2 ]        |

1. ↑  Joventut d'Acció Catòlica de Vic.